# Bootsschleppe

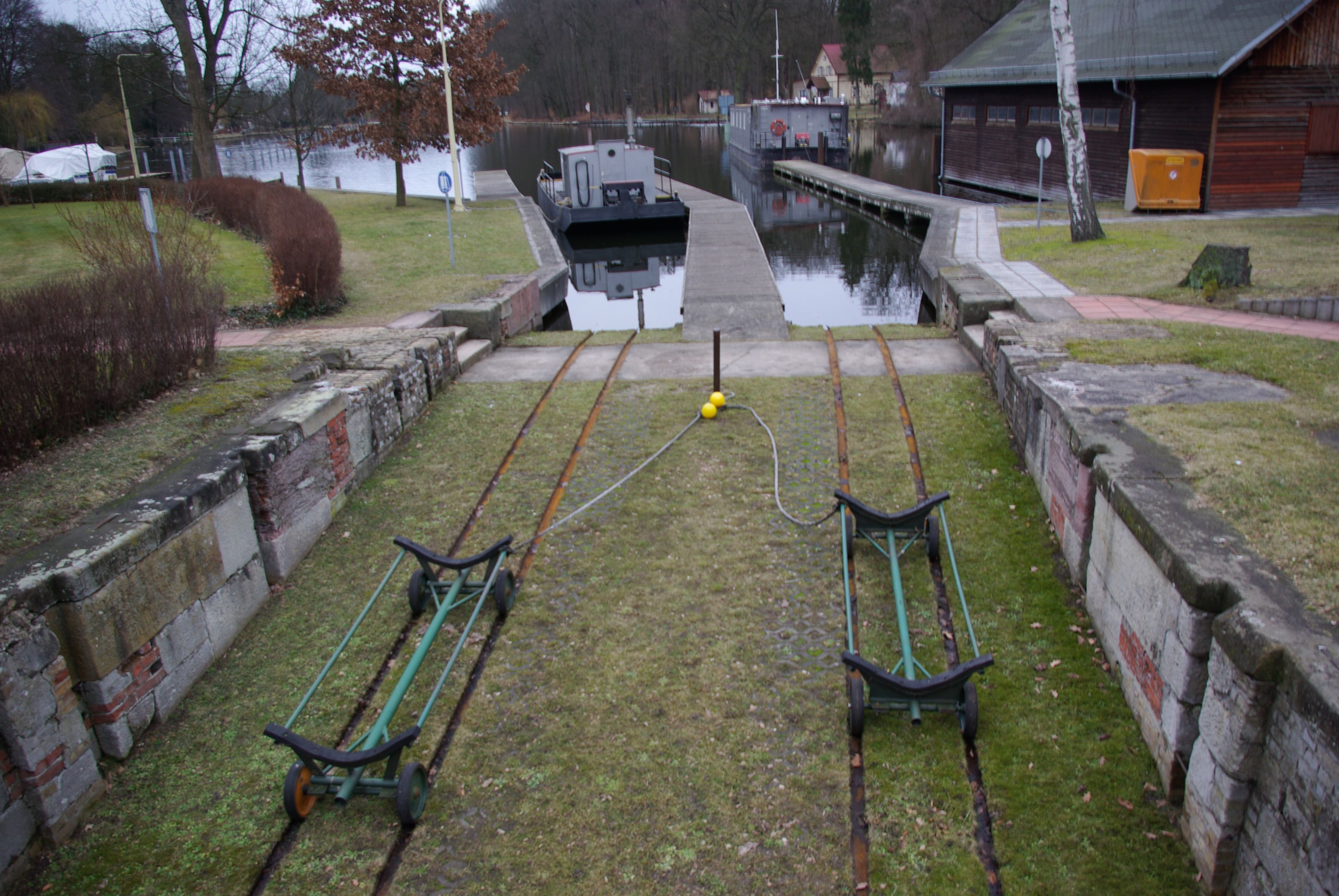
Bootsschleppe an der Schleuse Neue Mühle

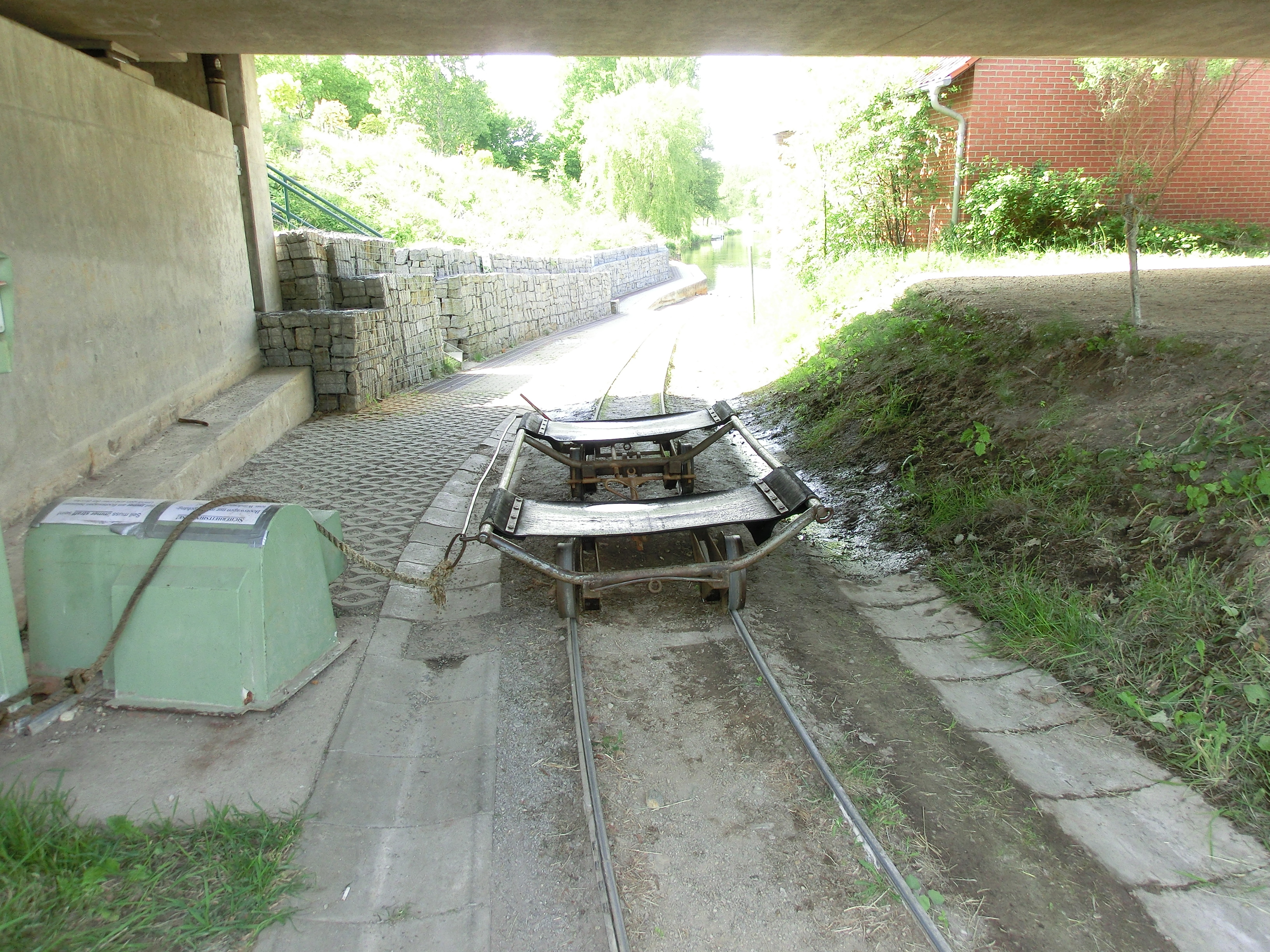
Elektrische Bootsschleppe am Dahme-Umflutkanal

Eine Bootsschleppe ist eine Einrichtung für kleine Sportboote zur Überwindung von Staustufen oder zum Übergang zwischen Gewässern mit unterschiedlichen Wasserständen.  Sie ist die älteste und einfachste Art eines Schiffshebewerks.
Bootsschleppen sind entweder allein oder in Verbindung mit einer Bootsschleuse oder einer Bootsgasse eingerichtet. Sie bestehen aus den Anlege- und Einsetzstellen im Ober- und Unterwasser, dem Verbindungsweg und dem Bootswagen. An einem Seil oder einer Kette wird der Bootswagen so weit ins Wasser gerollt, dass das Boot schwimmend auf- und abgesetzt werden kann. Der Transport des Bootswagens erfolgt überwiegend auf Gleisen und die Selbstbedienung ist entweder manuell oder elektrisch.
Bootsschleppen sind an den Gewässern in Brandenburg oder am Main-Donau-Kanal zu finden. Die an den Neckarstaustufen eingerichteten Bootsschleppen sind teilweise in einem schlechten Zustand oder unbenutzbar weil der Bootswagen fehlt oder nicht einsetzbar ist.

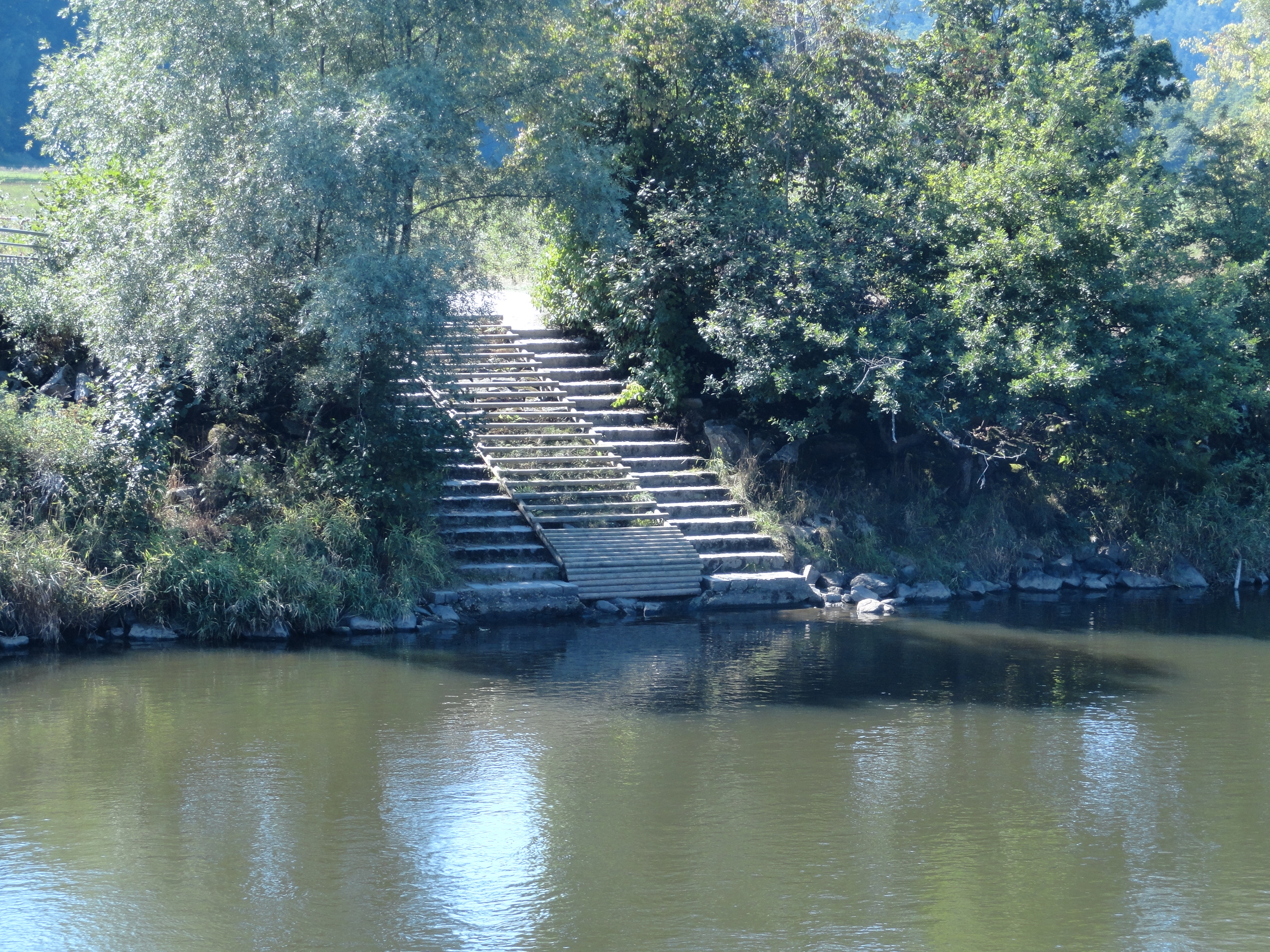
Bootstreppe

Dem ursprünglichen Begriff des 'Schleppens' entsprechen die Bootstreppen an Staustufen, wo das Boot von Hand 'geschleppt' (getragen) werden muss. Die Treppen sind zur Erleichterung des Ein- und Aushebens von Booten bis an das Wasser gebaut.